# Husby (Hedemora)
Husby – wieś w Szwecji, w regionie Dalarna, siedziba gminy Hedemora. W 2010 roku liczyła 256 mieszkańców.

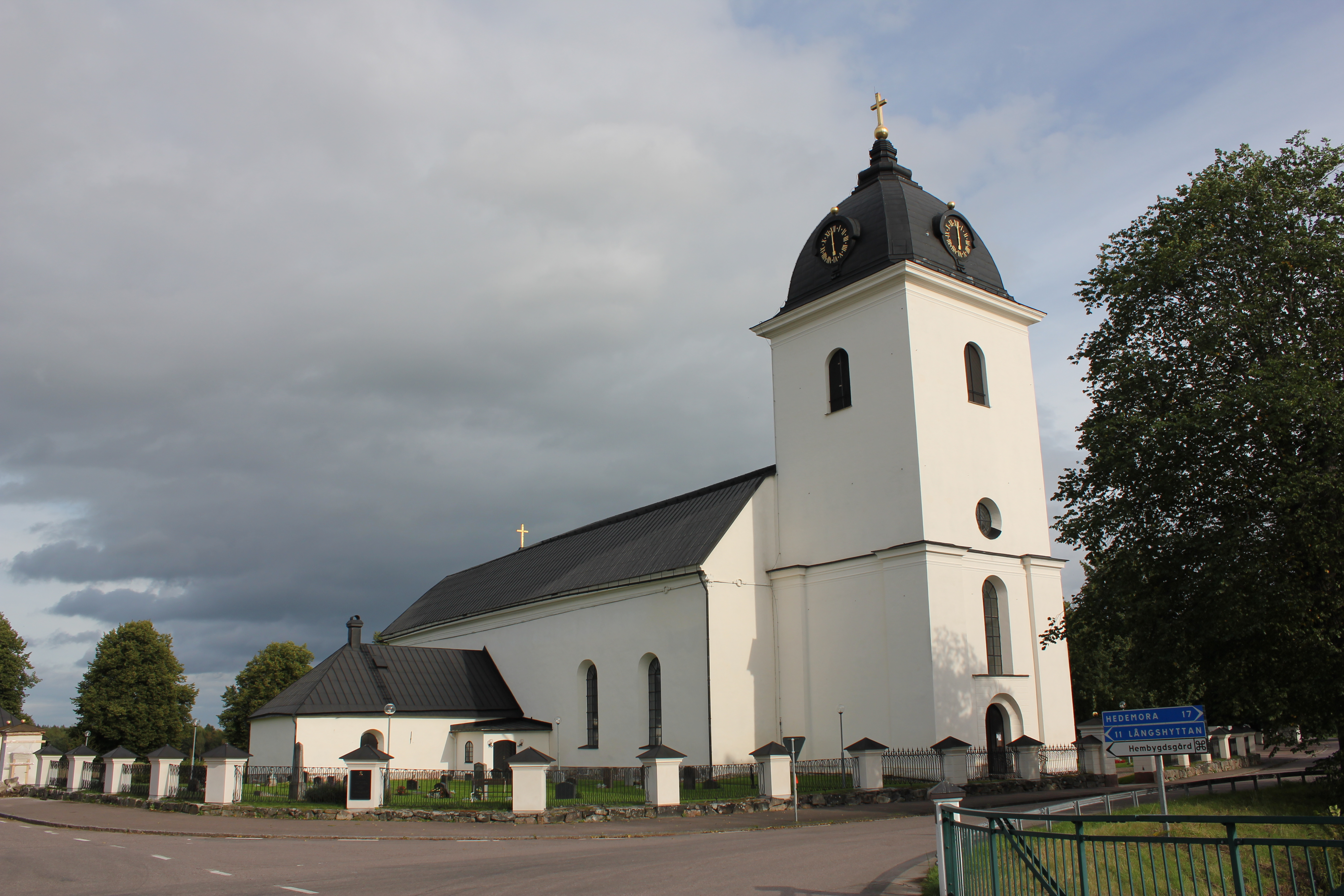